# Cahier d'un retour au pays natal
Zapis o povratku u zavičaj (fr. Cahier d'un retour au pays natal) djelo je francuskog književnika Aimé Césairea, objavljeno 1947. godine.

## Kontekst djela
Djelo je po vrsti duga pjesma u prozi. Njezini dijelovi nisu jasno odvojeni, ali moguće je slijediti tematske jedinice koje čine strukturu teksta. Autor započinje pisanje djela 1935. na odmoru u Dalmaciji. Ubrzo nakon toga vraća se na rodni Martinik gdje će dovršiti Zapis o povratku u zavičaj. Djelo je objavljeno 1947. godine u Parizu. Zapis označava jedan od početaka Césaireovog pokreta crnaštva, a svoja razmišljanja o rasizmu i kolonijalizmu Césaire će nastaviti u svojoj Raspravi o kolonijalizmu.

## Analiza djela

### Djetinjstvo
Zapis je svojevrsno putovanje pisca dublje unutar samog sebe. Za vrijeme tog ponekad bolnog putovanja vidimo i autorova sjećanja na djetinjstvo. Pjesma započinje panoramskim pogledom na Antile. Sve što autor prikazuje postaje simbolom sveprisutne gladi i bijede. Kao posljedica tog jada stanovnici su lišeni snage za bilo kakav otpor i izražavanje svojeg mišljenja. Césaireova sjećanja na djetinjstvo preplavljena su osjećajima teškog života i brige za budućnost. Autorov način opisivanja tog teškog života naziva se i estetika ružnoće.

### Povratak u zavičaj
Nakon prisjećanja svojeg bolnog i teškog djetinjstva, autor se prisjeća i prve želje da napusti taj život u kojem nije vidio mogućnost za napredovanje i neku bolju budućnost. Taj odlazak, doduše, bila je tek naivnost mladića koji je smatrao da sam nosi teret svih nedaća koje su zadesile njegovu zemlju. Ovdje dolazimo do najvažnije točke u Zapisu, to je odluka o povratku. Césaire se odlučuje vratiti u svoj rodni zavičaj. Tu odluku inspirirala je njegova potreba da učini nešto za svoju državu i postane « pjesnik vođa svog naroda ».
Pisac izražava svoju misao o redefiniranju jedne rase pomoću revolucije jezika. Nadahnut nadrealizmom, želi određenim riječima dati novo značenje. Nova riječ crnac (fr. nègre) označava rođenje jednog novog svijeta. Césaire govori o gubitku identiteta cijele jedne rase što se javlja kao posljedica gubitka njihovog jezika zbog nasilno nametnutog jezika kolonijalista. Césaireova revolucija jezika zasniva se na stvaranju novih riječi tako da se već postojećima pridaje novo značenje. Smatra da će nametanjem svojeg jezika uspjeti rekonstruirati identitet crnog čovjeka. 
Sve te posljedice kolonijalizma u piscu stvaraju otpor prema ropstvu i dehumanizaciji koje Césaire vidi kod potlačenog stanovništva. U jednom prizoru iz tramvaja, pisac prikazuje sve stereotipe prema crncima. Taj ulomak pomaže mu da još više shvati samog sebe i da se nauči boriti s tim monstruoznim predrasudama.

### Kraj djela i «crnaštvo»
Na kraju se javlja izraz crnaštvo (fr. négritude), tj. proglašavanje crnačkog identiteta. Crnaštvo je prihvaćanje jedne rase, države i povijesti. Ta rasa više se ne karakterizira fizičkim svojstvima, već boli nanesenom desetljećima potlačivanja i kolonijalizma. Zapis završava tonom punim optimizma za rasu koja će pronaći svoje mjesto u svijetu. Simbolično Césaire objavljuje kraj starog crnaštva koje je zamijenjeno onim novim.

## Važnost djela
Zapis o povratku u zavičaj postalo je jednim od najznačajnijih djela frankofone poezije 20. stoljeća. Analizira se na fakultetima te je dio srednjoškolskog programa u Francuskoj. Ovo djelo stvorilo je temelje za daljnji razvoj svijesti o francuskom kolonijalizmu i položaju afričkog stanovništva u zajednici.

## Aimé Césaire i Petar Guberina
Nakon što se upisao na fakultet u Parizu, Césaire u nedostatku sredstava da se vrati na rodni Martinik posjećuje svog prijatelja Petra Guberinu u Hrvatskoj. Tamo provodi neko vrijeme, a između ostalog i započinje pisanje Zapisa o povratku u rodni zavičaj. Hrvatska mu se jako svidjela jer ga je priroda podsjećala na Martinik. O prijateljstvu Césairea i Guberine svjedoči i drugo izdanje Zapisa, objavljeno 1960. godine čiji predgovor je napisao Petar Guberina.